# Catedral de San Andrés (Singapur)
La Catedral de San Andrés (en chino tradicional, 聖安德烈座堂; en chino simplificado, 圣安德烈座堂; en inglés: Saint Andrew's Cathedral) es un edificio religioso de la iglesia anglicana localizado en el país asiático de Singapur, que constituye la catedral más grande del país. Se encuentra cerca del intercambio MRT ayuntamiento en el Downtown Core, dentro del Área Central, en el distrito central de negocios de Singapur. Es la iglesia Catedral de la Diócesis Anglicana de Singapur y la iglesia madre de sus 26 parroquias y más de 55 congregaciones existentes aquí. El logotipo de la Catedral es la cruz de San Andrés. El año 2006 marcó el 150 aniversario de la fundación de la Iglesia de la Misión de San Andrés de 1856.